# Maria Luisa Lorscheitter
Maria Luisa Lorscheitter Baptista (1948) es una bióloga, botánica, pteridóloga, palinóloga, geobotánica, curadora, y profesora brasileña.

## Biografía
En 1970, obtuvo la licenciatura en Ciencias Biológicas por la Universidad Federal de Río Grande do Sul; en 1976, y por la misma casa de altos estudios, un título de maestría en botánica, defendiendo la tesis Família Lejeuneaceae no Rio Grande do Sul, gêneros e sub-gêneros, con la supervisión de la Dra. Eny Corrêa Vianna (1954); y, en 1984, el doctorado en geociencia, por la misma casa de altos estudios, siendo becaria del Consejo Nacional de Desenvolvimiento Científico y Tecnológico, CNPq, Brasil, como también para la maestría.
Desde 1975, es profesora (desde 1987, titular) en el Departamento de Botánica y la enseñanza de Postgrado en Botánica de la Universidad Federal de Río Grande do Sul, trabajando en la investigación y la docencia de grado y posgrado (maestría y doctorado). Se especializa en palinología, (tema de su doctorado, hecho en varias etapas y por supuesto palinología en la Universidad de Buenos Aires). En 1984, creó el Laboratorio de Palinología en el Departamento de Botánica, de la UFRGS; y coordinadora, participando activamente en la palinología del Cuaternario en el sur de Brasil y de plantas existentes actuales.
Es autora en la identificación y nombramiento de nuevas especies para la ciencia, a abril de 2015, posee un nuevo registro de especies, especialmente de la familia Isoetaceae, y con énfasis del género Isoetes (véase más abajo el vínculo a IPNI).

## Algunas publicaciones
- SCHERER, CAROLINE; LORSCHEITTER, MARIA LUISA. 2014. Vegetation dynamics in the southern Brazilian highlands during the last millennia and the role of bogs in Araucaria forest formation. Quaternary International 325: 3-12

- LORSCHEITTER, M. L.; ROTH, L.; MASETTO, Ebrailon; MENONCIN, M.; BAUM, G. 2014. Palinotecas do Laboratório de Palinologia, Instituto de Biociências, Universidade Federal do Rio Grande do Sul, Brasil. Boletín de la Asociación Latinoamericana de Paleobotánica y Palinología 14: 141-154

- MASETTO, E; LORSCHEITTER, M. L. 2014. Palynomorphs in Holocene sediments from a paleolagoon in the coastal plain of extreme southern Brazil. Acta Botanica Brasílica (impreso) 28: 165-175

- WINDISCH, P. G.; LORSCHEITTER, M. L.; NERVO, M. H. 2014. Isoetes naipiana (Isoetaceae) a new species from Southern Brazil. Willdenowia 44: 393-398

- LORSCHEITTER, M. L.; ROTH, L. 2013. O Uso da Concentração Polínica em Interpretações Paleoambientais (submetido). Anuário do Instituto de Geociências (UFRJ, impreso) 36: 80-84

- ROTH, L.; LORSCHEITTER, M. L. 2013. Bryophyte and pteridophyte spores and gymnosperm pollen grains of sedimentary profiles from two forest areas of the Southern Brazilian Coastal Plain. Brazilian Journal of Botany 36: 99-110

- BAPTISTA, L. R. M.; LORSCHEITTER, M. L.; SCHERER, C. 2012. Floristic composition of a Subtropical bog, Eastern Plateau from southern Brazil. Check List (São Paulo, en línea) 8: 224-236

- PEREIRA, J. B.; WINDISCH, P. G.; LORSCHEITTER, M. L.; LABIAK, P. H. 2012. Isoetes mourabaptistae, a New Species from Southern Brazil. American Fern Journal 102: 174-180

- SCHERER, C.; ABSY, M. L.; LORSCHEITTER, M. L. 2011. Pollen morphology of the species of Hernandiaceae, Monimiaceae and Siparunaceae from the Reserva Florestal Adolpho Ducke, Manausa, Amazonas. Journal of Research in Biology (impreso) 7: 535-542

- LEONHARDT, A.; LORSCHEITTER, M. L. 2010. The last 25,000 years in the Eastern Plateau of Southern Brazil according to Alpes de São Francisco record. Journal of South American Earth Sciences 29: 454-463

- NERVO, M. H.; WINDISCH, P.; LORSCHEITTER, M. L. 2010. Representatividade da base amostral da pteridoflora do estado do Rio Grande do Sul (Brasil) e novos registros de distribuição. Pesquisas. Botânica 61: 245-258

- LEONHARDT, A.; LORSCHEITTER, M. L. 2010. Pólen de Magnoliopsida (Asteridae) e Liliopsida do perfil sedimentar de uma turfeira em São Francisco de Paula, Planalto Leste do Rio Grande do Sul, Sul do Brasil. Revista Brasileira de Botânica (impreso) 33: 381-392

- SPALDING, B. B. C.; LORSCHEITTER, M. L. 2010. Palinologia de sedimentos da turfeira do Banhado Amarelo, São Francisco de Paula, Rio Grande do Sul, Brasil. Gimnospermas e Angiospermas. Hoehnea (São Paulo) 37: 419-434. 5 figs.

- LORSCHEITTER, M. L.; ASHRAF, A. R.; WINDISCH, P.; MOSBRUGGER, V. 2009. Pteridophyte spores of Rio Grande do Sul flora, Brazil. Part VI. Palaeontographica 281: 1-96

- SPALDING, B. B. C.; LORSCHEITTER, M. L. 2009. Palinologia de sedimentos da turfeira do Banhado Amarelo, São Francisco de Paula, Rio Grande do Sul, Brasil. Fungos e criptógamas. Hoehnea (São Paulo) 36: 219-232

- SCHERER, C.; LORSCHEITTER, M. L. 2009. Pólen de gimnospermas e angiospermas em sedimentos quaternários de duas matas com Araucária, planalto leste do Rio Grande do Sul, Brasil. Acta Botanica Brasílica (impreso) 23: 681-696

- SCHERER, C.; LORSCHEITTER, M. L. 2008. Palinomorfos de fungos e criptógamas em sedimentos quaternários de duas matas com Araucária, Planalto leste do Rio Grande do Sul, Brasil. Acta Botanica Brasilica 22: 131-144

- LEONHARDT, Adriana; LORSCHEITTER, M. L. 2008. Pólen de gimnospermas e angiospermas do perfil sedimentar de uma turfeira em São Francisco de Paula, Planalto leste do Rio Grande do Sul, Sul do Brasil. Revista Brasileira de Botânica 31: 645-658

- ROTH, L.; LORSCHEITTER, M. L. 2008. Palinomorfos de um perfil sedimentar em uma turfeira do Parque Nacional dos Aparados da Serra, leste do Planalto do Rio Grande do Sul. Iheringia. Série Botânica 63: 69-100

- LEAL, M. G.; LORSCHEITTER, M. L. 2007. Plant succession in a forest on the Lower Northeast Slope of Serra Geral, Rio Grande do Sul, and Holocene palaeoenvironments, Southern Brazil. Acta Botanica Brasilica 21: 1-10

- LEONHARDT, Adriana; LORSCHEITTER, M. L. 2007. Palinomorfos do perfil sedimentar de uma turfeira em São Francisco de Paula, Planalto Leste do Rio Grande do Sul, Sul do Brasil. Revista Brasileira de Botânica 30: 45-59

- LEAL, M. G.; LORSCHEITTER, M. L. 2006. Pólen, esporos e demais palinomorfos de sedimentos holocênicos de uma floresta paludosa, Encosta Inferior do Nordeste, Rio Grande do Sul, Brasil. Iheringia. Série Botânica 61: 13-47

### Libros
- LORSCHEITTER, M. L. 1977. Flora ilustrada do Rio Grande do Sul: Lejeuneaceae. Boletim 36 do Instituto Central de Biociências, Instituto Central de Biociências (Pôrto Alegre) 138 pp.

#### Capítulos de libros
- LORSCHEITTER, M. L. 2010. O Holoceno na Planície Costeira e no Planalto oriental do Sul do Brasil. Dinâmica da vegetação dos últimos milênios em ecossistemas brasileiros. Manaus: Editora INPA, v. 1, p. 33-36

- LORSCHEITTER, M. L. 2007. A Concentração Polínica no Estudo da Vegetação dos Últimos Milênios no Sul do Brasil. In: Luiz Mauro Barbosa & Nelson Augusto dos Santos Junior (orgs.) A Botânica no Brasil. Pesquisa, ensino e políticas públicas ambientais. 1ª ed. São Paulo: Sociedade Botânica do Brasil, v. 1, p. 463-466

- LORSCHEITTER, M. L. 2006. Contribuição da palinologia aos estudos filogenéticos das Angiospermas. In: Jorge Ernesto de Araujo Mariath; Rinaldo Pires dos Santos (orgs.) Os avanços da botânica no início do século XXI. Porto Alegre: Sociedade Botânica do Brasil, p. 43-48

### En Congresos
En Anais XXVIº Salão de Iniciação Científica da UFRGS, Porto Alegre. UFRGS, 2014.
- BAUM, G.; LORSCHEITTER, M. L. Palinologia das principais espécies da família Fabaceae do Rio Grande do Sul.
- OLIVEIRA, N. T. B.; LORSCHEITTER, M. L. Palinologia de espécies da Ordem Apiales da flora do Rio Grande do Sul

En Anais XIV Simpósio Brasileiro de Paleobotânica e Palinologia, Río de Janeiro, 2013.
- MASETTO, Ebrailon; LORSCHEITTER, M. L. Pólen de gimnospermas e angiospermas de um perfil sedimentar do Holoceno da Planície Costeira sul do Rio Grande do Sul, Brasil.
- ROTH, L.; LORSCHEITTER, M. L. Sucessão vegetal na história da mata de Pirataba, Planície Costeira norte do Rio Grande do Sul, Brasil

- MENONCIN, M.; LORSCHEITTER, M. L. 2013. Taxonomia e aspectos evolutivos do pólen de espécies da Ordem Caryophyllales ocorrentes no Rio Grande do Sul. In: XXVº Salão de Iniciação Científica da UFRGS, Porto Alegre, Editora UFRGS

En Resumos XXIVº Salão de Iniciação Científica UFRGS, Porto Alegre, 2012.
- MENONCIN, M.; LORSCHEITTER, M. L. Recuperação de um acervo de pteridófitos do Rio Grande do Sul e sua incorporação ao Herbário ICN.
- MASETTO, Ebrailon; LORSCHEITTER, M. L. Palinologia de fungos, algas, briófitos e pteridófitos de um perfil sedimentar do Quaternário da praia de Maravilhas, Planície Costeira Sul do Rio Grande do Sul

- MASETTO, Ebrailon; LORSCHEITTER, M. L. 2012. Palinomorfos referentes a fungos, algas, briófitos e pteridófitos de um perfil sedimentar do Quaternário da praia de Maravilhas, Planície Costeira do extremo Sul do Rio Grande do Sul. In: XIII Salão de Iniciação Científica PUCRS, Porto Alegre.
- ROTH, L.; LORSCHEITTER, M. L. 2012. Dinâmica da vegetação na Planície Costeira Norte do Rio Grande do Sul durante o Holoceno. In: 63.º Congresso Nacional de Botânica, Joinville

## Honores[4]

### Revisora de periódicos
- 2000 - actual: Acta Geológica Leopoldensia
- 2000 - actual: Pesquisas. Botânica
- 2002 - actual: Hoehnea (São Paulo)
- 2003 - actual: Acta Amazónica
- 2003 - actual: Darwiniana
- 2004 - actual: Ameghiniana
- 2004 - actual: Acta Botanica Brasilica
- 2005 - actual: Revista Brasileira de Paleontologia
- 2005 - actual: Revista Brasileira de Botânica
- 2005 - actual: Acta Biologica Leopoldensia
- 2006 - 2007: Bioikos (Campinas) (0102-9568)
- 2006 - actual: Iheringia. Série Botânica
- 2014 - actual: Boletín de la Sociedad Argentina de Botánica (impresa)[5]

### Membresías
- Sociedad Botánica de Brasil[6]

### Premios y títulos
- 1989: voto de LOUVOR por trabajo desarrollado sobre POLINOSE, ACADEMIA BRASILEIRA DE MEDICINA (Río de Janeiro).

- Portal:Biografías. Contenido relacionado con Botánica.
- Portal:Biología. Contenido relacionado con Taxonomía.